# Joost
Pour le chanteur néerlandais connu sous le nom de Joost, voir Joost Klein.
Joost (nom de code The Venice Project) était un projet de Niklas Zennström et Janus Friis (les fondateurs de Kazaa et Skype), dont le but est de créer un logiciel permettant la distribution de programmes de télévision et d'autres formes de vidéos sur le web en utilisant la technologie du P2P.
La couche P2P provient de la société Joltid, qui a aussi fourni la couche P2P de Skype.
Travaillant sous le nom de code The Venice Project, Zennstrom et Friis ont mis sur pied des équipes de développeurs dans une demi-douzaine de villes autour du monde, entre autres New York, Londres, Leyde et Toulouse. Joost a cessé ses opérations en 2012, après avoir licencié et fermé plusieurs bureaux en 2009.

## Historique
- Octobre 2006 : Annonce du Venice Project.
- Décembre 2006 : Début des tests en phase bêta sur invitation seulement.
- Janvier 2007 : Le projet devient « Joost ».
- Mai 2007 : Démarrage commercial de Joost.
- 1er octobre 2007 : Lancement public de la Beta 1.0 (Plus besoin d'invitation pour l'utiliser).
- 2012 : Fermeture du service.[réf. souhaitée]